# Карамичевци
Карàмичевци е село в Северна България, община Севлиево, област Габрово.

## География
Село Карамичевци се намира на около 20 km западно от центъра на град Габрово, 15 km южно от град Севлиево и 2 km южно от село Батошево. Разположено е в северните разклонения на Черновръшки рид, в гористата долина на река Росица при вливането в нея на левия ѝ приток река Студена. Карамичевци е изтеглено в направление север – юг край Росица и третокласния републикански път III-6072. Надморската височина по пътя в селото е около 310 – 315 m.
Населението на село Карамичевци, наброявало 119 души при преброяването към 1934 г. и 207 към 1965 г., намалява до 77 към 1985 г., 28 към 2011 г. и 21 души (по текущата демографска статистика за населението) към 2019 г.

## История
През 1978 г. дотогавашното населено място махала Карамичевска е преименувано на Карамичевци и придобива статута на село.
Село Карамичевци към 2020 г. е в състава на кметство Батошево. Кметството включва селата Батошево, Карамичевци и Кастел.

## Население
Преброяване на населението през 2011 г.
Численост и дял на етническите групи според преброяването на населението през 2011 г.:
|                     | Численост | Дял (в %) |
| Общо                | 28        | 100,00    |
| Българи             | 28        | 100,00    |
| Турци               | 0         | 0,00      |
| Цигани              | 0         | 0,00      |
| Други               | 0         | 0,00      |
| Не се самоопределят | 0         | 0,000     |
| Неотговорили        | 0         | 0,00      |